# قائمة أكبر المعمرين حسب الدولة
هذه قائمة بأكبر المعمرين حسب البلد وفي مناطق مختارة. وهي تتضمن الأفراد لكل بلد أو منطقة معينة الذين ورد أنهم عاشوا أطول عمر. ولا يمكن تحديد مثل هذه السجلات إلا بالقدر الذي تكون فيه سجلات البلد المعني موثوقة. إن تسجيل المواليد الشامل هو إلى حد كبير ظاهرة تعود إلى القرن العشرين، لذا فإن السجلات التي تحدد طول عمر الإنسان مجزأة بالضرورة. نشأت أقدم أنظمة حفظ السجلات الشاملة في أوروبا الغربية. على سبيل المثال، نظمت المملكة المتحدة نظامًا مركزيًا لحفظ السجلات لإنجلترا وويلز في عام 1837، مما جعله إلزاميًا بحلول عام 1874.

## الأكبر على الإطلاق
تتضمن هذه القائمة الأفراد الأطول عمرًا الذين ولدوا ويعيشون أو ماتوا في كل بلد. حيثما كان ذلك معروفًا، يتم تسجيل السجلات لكل من الذكور والإناث، وكذلك أولئك الذين ولدوا في بلد ما وهاجروا إلى بلد آخر. تشير الإدخالات المتعددة لبلد معين وجنس معين إلى أن أكبر شخص متنازع عليه. يتم عرض الإدخالات للأشخاص الأحياء بواسطة   على قيد الحياة.
| البلد                   | البلد                                                         | الجنس | تاريخ الميلاد  | تاريخ الوفاة   | العمر               |
| ----------------------- | ------------------------------------------------------------- | ----- | -------------- | -------------- | ------------------- |
| ألبانيا                 | زينيبي بيرانيتش (ولدت في الجبل الأسود)                        | أنثى  | 10 مايو 1910   | 5 يوليو 2021   | 111 سنوات و56 أيام  |
| ألبانيا                 | فاسيليكا أناستاس (الولايات المتحدة الأمريكية)                 | أنثى  | 15 ديسمبر 1912 | 16 يوليو 2023  | 110 سنوات و213 أيام |
| ألبانيا                 | فانا ناجي                                                     | أنثى  | 9 مايو 1914    | 1 يوليو 2024   | 110 سنوات و53 أيام  |
| الجزائر                 | آن بريموث (توفيت في فرنسا)                                    | أنثى  | 5 أكتوبر 1890  | 26 مارس 2005   | 114 سنوات و172 أيام |
| الجزائر                 | إميل فوركاد (توفي في فرنسا)                                   | ذكر   | 29 يوليو 1884  | 29 ديسمبر 1995 | 111 سنوات و153 أيام |
| أنغولا                  | إيناسيا كارميلينو (توفيت في البرتغال)                         | أنثى  | 17 يونيو 1911  | 20 أغسطس 2023  | 112 سنوات و64 أيام  |
| أنتيغوا وباربودا        | إيرين كارلوس                                                  | أنثى  | 23 يناير 1902  | 8 سبتمبر 2012  | 110 سنوات و229 أيام |
| الأرجنتين               | كاسيلدا بينيغاس جاليغو (ولدت في باراغواي)                     | أنثى  | 8 أبريل 1907   | 28 يونيو 2022  | 115 سنوات و81 أيام  |
| الأرجنتين               | إيفانجليستا لويزا لوبيز دي كونتارينو                          | أنثى  | 21 يونيو 1907  | 28 أغسطس 2021  | 114 سنوات و68 أيام  |
| الأرجنتين               | خوان رودريجيز (ولد في بوليفيا)                                | ذكر   | 25 يونيو 1910  | 3 فبراير 2021  | 110 سنوات و223 أيام |
| أرمينيا                 | لوسي ميريجيان (ولدت في تركيا وتوفيت في الولايات المتحدة)      | أنثى  | 15 أغسطس 1906  | 12 فبراير 2021 | 114 سنوات و181 أيام |
| أستراليا                | كريستينا كوك                                                  | أنثى  | 25 ديسمبر 1887 | 22 مايو 2002   | 114 سنوات و148 أيام |
| أستراليا                | دكستر كروجر                                                   | ذكر   | 13 يناير 1910  | 20 يوليو 2021  | 111 سنوات و188 أيام |
| النمسا                  | لويز بومبي                                                    | أنثى  | 13 أكتوبر 1908 | 11 نوفمبر 2022 | 114 سنوات و29 أيام  |
| النمسا                  | ليوبولد فيتوريس                                               | ذكر   | 4 يونيو 1891   | 9 أبريل 2002   | 110 سنوات و309 أيام |
| جزر البهاما             | ماتيلدا روبرتسون                                              | أنثى  | 19 أغسطس 1914  | على قيد الحياة | 110 سنوات و281 أيام |
| باربادوس                | جيمس سيسنيت                                                   | ذكر   | 22 فبراير 1900 | 23 مايو 2013   | 113 سنوات و90 أيام  |
| باربادوس                | فايولت كيف (توفيت في الولايات المتحدة)                        | أنثى  | 28 فبراير 1909 | 3 مارس 2020    | 111 سنوات و4 أيام   |
| باربادوس                | إيدنا كومبرباتش                                               | أنثى  | 14 ديسمبر 1908 | 19 نوفمبر 2019 | 110 سنوات و340 أيام |
| بيلاروس                 | فيليسيا زايكو (ولدت في بولندا)                                | أنثى  | 30 نوفمبر 1912 | على قيد الحياة | 112 سنوات و178 أيام |
| بيلاروس                 | مولي ماركوس (توفيت في الولايات المتحدة)                       | أنثى  | 18 أكتوبر 1899 | 18 فبراير 2011 | 111 سنوات و123 أيام |
| بلجيكا                  | جوانا توركسين-ديروفر                                          | أنثى  | 3 يونيو 1890   | 6 ديسمبر 2002  | 112 سنوات و186 أيام |
| بلجيكا                  | جان ماشيل ريسكينز (توفي في هولندا)                            | ذكر   | 11 مايو 1878   | 7 يناير 1990   | 111 سنوات و241 أيام |
| بلجيكا                  | جان جوسينارتس                                                 | ذكر   | 30 أكتوبر 1900 | 21 مارس 2012   | 111 سنوات و143 أيام |
| بوليفيا                 | أنجليكا أوردونيز دي كولودرو                                   | أنثى  | 26 أبريل 1910  | 12 مارس 2021   | 110 سنوات و320 أيام |
| بوليفيا                 | خوان رودريجيز (توفي في الأرجنتين)                             | ذكر   | 25 يونيو 1910  | 3 فبراير 2021  | 110 سنوات و223 أيام |
| البوسنة والهرسك         | أيكا لوكميتش                                                  | أنثى  | 4 مايو 1914    | 17 أغسطس 2024  | 110 سنوات و105 أيام |
| البوسنة والهرسك         | يوفان يوفانوفيتش (ولد في الجبل الأسود)                        | ذكر   | 16 سبتمبر 1906 | 1 أكتوبر 2016  | 110 سنوات و15 أيام  |
| البرازيل                | فرانسيسكا سيلسا دوس سانتوس                                    | أنثى  | 21 أكتوبر 1904 | 5 أكتوبر 2021  | 116 سنوات و349 أيام |
| البرازيل                | ماكسيميانو خوسيه دوس سانتوس                                   | ذكر   | 22 فبراير 1893 | 25 أبريل 2006  | 113 سنوات و62 أيام  |
| بلغاريا                 | كارامفيلا ستويانوفا                                           | أنثى  | 17 سبتمبر 1903 | 26 مايو 2014   | 110 سنوات و251 أيام |
| كمبوديا                 | بهانتي دارماوارا (توفي في الولايات المتحدة)                   | ذكر   | 12 فبراير 1889 | 26 يونيو 1999  | 110 سنوات و134 أيام |
| كندا                    | ماري لويز ميليور                                              | أنثى  | 29 أغسطس 1880  | 16 أبريل 1998  | 117 سنوات و230 أيام |
| كندا                    | آرثر ناش (ولدت في المملكة المتحدة)                            | ذكر   | 7 يناير 1885   | 4 نوفمبر 1996  | 111 سنوات و302 أيام |
| كندا                    | جيمس ماكوبري (توفيت في الولايات المتحدة)                      | ذكر   | 13 سبتمبر 1901 | 5 يوليو 2013   | 111 سنوات و295 أيام |
| كندا                    | روبين سنكلير                                                  | ذكر   | 5 ديسمبر 1911  | 27 أغسطس 2023  | 111 سنوات و265 أيام |
| الرأس الأخضر            | أديلينا دومينغيز (توفيت في الولايات المتحدة)                  | أنثى  | 19 فبراير 1888 | 21 أغسطس 2002  | 114 سنوات و183 أيام |
| تشيلي                   | ماريا مرسيدس دياز كيجانو                                      | أنثى  | 27 يونيو 1898  | 4 ديسمبر 2012  | 114 سنوات و160 أيام |
| تشيلي                   | مانويل بينافينتي سانهويزا                                     | ذكر   | 25 سبتمبر 1909 | 21 مارس 2021   | 111 سنوات و177 أيام |
| الصين                   | ليو جينغ هوان (توفيت في تايوان)                               | أنثى  | 17 مارس 1900   | 13 يناير 2014  | 113 سنوات و302 أيام |
| الصين                   | شي بينغ                                                       | ذكر   | 1 نوفمبر 1911  | 29 يونيو 2024  | 112 سنوات و241 أيام |
| الصين                   | هان شوداو                                                     | أنثى  | 10 مارس 1909   | 13 يناير 2021  | 111 سنوات و309 أيام |
| كولومبيا                | صوفيا روخاس                                                   | أنثى  | 13 أغسطس 1907  | 30 يوليو 2022  | 114 سنوات و351 أيام |
| كولومبيا                | إفراين أنطونيو ريوس غارسيا                                    | ذكر   | 4 أبريل 1910   | 11 يناير 2024  | 113 سنوات و282 أيام |
| كوستاريكا               | ماريتا كاماتشو كيروس                                          | أنثى  | 10 مارس 1911   | على قيد الحياة | 114 سنوات و78 أيام  |
| كوستاريكا               | فوستينو فارغاس بيريز                                          | ذكر   | 27 سبتمبر 1896 | 20 أغسطس 2008  | 111 سنوات و328 أيام |
| كرواتيا                 | جيليسافيتا فيليكوفيتش (توفيت في صربيا)                        | أنثى  | 18 يوليو 1904  | 20 أكتوبر 2016 | 112 سنوات و94 أيام  |
| كرواتيا                 | نينا فالجالو                                                  | أنثى  | 6 يوليو 1908   | 29 أكتوبر 2018 | 110 سنوات و115 أيام |
| كرواتيا                 | جوزيف كروسول                                                  | ذكر   | 10 ديسمبر 1911 | 5 مارس 2021    | 109 سنوات و85 أيام  |
| كوبا                    | فوستينا سارمينتو بوبو                                         | أنثى  | 15 فبراير 1905 | 16 سبتمبر 2019 | 114 سنوات و213 أيام |
| كوبا                    | بيدرو باتيستا لايانا                                          | ذكر   | 25 يونيو 1909  | 7 مارس 2021    | 111 سنوات و255 أيام |
| قبرص                    | ميليا بيديو                                                   | أنثى  | 31 أكتوبر 1912 | 3 أغسطس 2023   | 110 سنوات و276 أيام |
| جمهورية التشيك          | آنا سيرنوهورسكي (توفيت في ألمانيا)                            | أنثى  | 13 سبتمبر 1909 | 18 سبتمبر 2022 | 113 سنوات و5 أيام   |
| جمهورية التشيك          | ماري بيرناتكوفا                                               | أنثى  | 22 أكتوبر 1857 | 4 مايو 1969    | 111 سنوات و194 أيام |
| الدنمارك                | كريستيان مورتنسن (توفي في الولايات المتحدة)                   | ذكر   | 16 أغسطس 1882  | 25 أبريل 1998  | 115 سنوات و252 أيام |
| الدنمارك                | كارلا ليندهولم جنسن                                           | أنثى  | 7 مايو 1908    | 10 ديسمبر 2020 | 112 سنوات و217 أيام |
| الدنمارك                | ينس بيتر فيستيرجارد                                           | ذكر   | 26 أبريل 1914  | 23 يوليو 2024  | 110 سنوات و88 أيام  |
| دومينيكا                | فيوليت جوزيف                                                  | أنثى  | 28 يناير 1899  | 4 أكتوبر 2010  | 111 سنوات و249 أيام |
| جمهورية الدومينيكان     | توماس بيناليس فيغيريو                                         | ذكر   | 31 مارس 1906   | 24 سبتمبر 2020 | 114 سنوات و177 أيام |
| جمهورية الدومينيكان     | مانويلا بينيا هيرنانديز                                       | أنثى  | 17 يونيو 1907  | 31 يناير 2020  | 112 سنوات و228 أيام |
| الإكوادور               | ماريا كابوفيلا                                                | أنثى  | 14 سبتمبر 1889 | 27 أغسطس 2006  | 116 سنوات و347 أيام |
| الإكوادور               | خوليو سيزار مورا                                              | ذكر   | 10 مارس 1910   | 22 أكتوبر 2020 | 110 سنوات و226 أيام |
| السلفادور               | سانتوس هيلدبراندو ريفاس جارسيا                                | ذكر   | 17 أغسطس 1911  | 17 أبريل 2023  | 111 سنوات و243 أيام |
| السلفادور               | جوزيفا رودريجيز شانتا                                         | أنثى  | 19 مارس 1913   | 4 نوفمبر 2024  | 111 سنوات و230 أيام |
| إستونيا                 | أوتيلي أرميلد تينوري                                          | أنثى  | 3 فبراير 1914  | 1 أبريل 2024   | 110 سنوات و58 أيام  |
| إستونيا                 | أرفيد تام                                                     | ذكر   | 31 يناير 1910  | 14 نوفمبر 2017 | 107 سنوات و287 أيام |
| فيجي                    | بيتشو براساد                                                  | ذكر   | 10 مايو 1900   | 6 سبتمبر 2005  | 105 سنوات و119 أيام |
| فنلندا                  | ماريا روثوفيوس                                                | أنثى  | 2 أكتوبر 1887  | 17 يونيو 2000  | 112 سنوات و259 أيام |
| فنلندا                  | آرني أرفونين                                                  | ذكر   | 4 أغسطس 1897   | 1 يناير 2009   | 111 سنوات و150 أيام |
| فرنسا                   | جين كالمينت                                                   | أنثى  | 21 فبراير 1875 | 4 أغسطس 1997   | 122 سنوات و164 أيام |
| فرنسا                   | لوسيل راندون                                                  | أنثى  | 11 فبراير 1904 | 17 يناير 2023  | 118 سنوات و340 أيام |
| فرنسا                   | جورج توماس                                                    | ذكر   | 19 نوفمبر 1911 | 1 يونيو 2024   | 112 سنوات و195 أيام |
| ألمانيا                 | أوغستا هولتز (توفيت في الولايات المتحدة)                      | أنثى  | 3 أغسطس 1871   | 21 أكتوبر 1986 | 115 سنوات و79 أيام  |
| ألمانيا                 | شارلوت كريتشمان                                               | أنثى  | 3 ديسمبر 1909  | 27 أغسطس 2024  | 114 سنوات و268 أيام |
| ألمانيا                 | جوستاف جيرنيث                                                 | ذكر   | 15 أكتوبر 1905 | 21 أكتوبر 2019 | 114 سنوات و6 أيام   |
| اليونان                 | أماليا أرفانيتيس (توفيت في الولايات المتحدة)                  | أنثى  | 6 فبراير 1903  | 20 مارس 2016   | 113 سنوات و43 أيام  |
| اليونان                 | يوانا برويو ديميتريادو                                        | أنثى  | 15 يوليو 1911  | 5 أبريل 2023   | 111 سنوات و264 أيام |
| اليونان                 | جريجوري باندازيس (توفي في الولايات المتحدة)                   | ذكر   | 15 يناير 1873  | 22 ديسمبر 1983 | 110 سنوات و341 أيام |
| غواتيمالا               | دولوريس جيتان أورتيز (توفيت في الولايات المتحدة)              | أنثى  | 16 سبتمبر 1906 | 1 أبريل 2017   | 110 سنوات و197 أيام |
| غواتيمالا               | خورخي سولورزانو سيفوينتس                                      | ذكر   | 21 يوليو 1906  | 28 أكتوبر 2016 | 110 سنوات و99 أيام  |
| غيانا                   | ماتيلدا لويس                                                  | أنثى  | 16 مايو 1896   | 30 يونيو 2009  | 113 سنوات و45 أيام  |
| هايتي                   | الولايات المتحدة فيرتولي جيورداني (توفيت في الولايات المتحدة) | أنثى  | 18 مارس 1904   | 30 أكتوبر 2016 | 112 سنوات و226 أيام |
| هايتي                   | دورانورد فيلارد (الولايات المتحدة الأمريكية)                  | ذكر   | 28 فبراير 1907 | 1 يونيو 2018   | 111 سنوات و93 أيام  |
| هندوراس                 | ماريا فيكتورينا سيفالوس (توفيت في الولايات المتحدة)           | أنثى  | 22 أكتوبر 1912 | 5 فبراير 2024  | 111 سنوات و106 أيام |
| هندوراس                 | إيزابيل جويل باديلا                                           | أنثى  | 15 أكتوبر 1910 | 23 مايو 2021   | 110 سنوات و220 أيام |
| هندوراس                 | خوسيه أنجيل فلوريس فاليسيلو                                   | ذكر   | 19 أغسطس 1914  | 7 سبتمبر 2024  | 110 سنوات و19 أيام  |
| المجر                   | فيرونيكا زيلينسكي                                             | F     | 4 فبراير 1908  | 20 أبريل 2021  | 113 سنوات و75 أيام  |
| المجر                   | إليزابيث ستيفان (توفيت في الولايات المتحدة)                   | أنثى  | 13 مايو 1895   | 9 أبريل 2008   | 112 سنوات و332 أيام |
| المجر                   | زولتان ساروسي (توفي في كندا)                                  | ذكر   | 23 أغسطس 1906  | 19 يونيو 2017  | 110 سنوات و300 أيام |
| المجر                   | ريزسو جالاي                                                   | ذكر   | 29 يناير 1904  | 25 سبتمبر 2014 | 110 سنوات و239 أيام |
| آيسلندا                 | جودرون بيورنسدوتير (توفيت في كندا)                            | أنثى  | 20 أكتوبر 1888 | 26 أغسطس 1998  | 109 سنوات و310 أيام |
| آيسلندا                 | دورا أولافسدوتير                                              | أنثى  | 6 يوليو 1912   | 4 فبراير 2022  | 109 سنوات و213 أيام |
| آيسلندا                 | جورج أولافسون                                                 | ذكر   | 26 مارس 1909   | 22 فبراير 2017 | 107 سنوات و333 أيام |
| الهند                   | لوسي دابرو (توفيت في المملكة المتحدة)                         | أنثى  | 24 مايو 1892   | 7 ديسمبر 2005  | 113 سنوات و197 أيام |
| الهند                   | لوردينا كونسيساو لوبو                                         | أنثى  | 8 ديسمبر 1908  | 3 نوفمبر 2021  | 112 سنوات و330 أيام |
| أيرلندا                 | كاثلين سنيفلي (توفيت في الولايات المتحدة)                     | أنثى  | 16 فبراير 1902 | 6 يوليو 2015   | 113 سنوات و140 أيام |
| أيرلندا                 | كاثرين بلانكيت                                                | أنثى  | 22 نوفمبر 1820 | 14 أكتوبر 1932 | 111 سنوات و327 أيام |
| إسرائيل                 | يسرائيل كريستال (ولد في بولندا)                               | ذكر   | 15 سبتمبر 1903 | 11 أغسطس 2017  | 113 سنوات و330 أيام |
| إسرائيل                 | ماريا بوجونوفسكا (ولدت في بولندا)                             | أنثى  | 30 أكتوبر 1897 | 15 يوليو 2009  | 111 سنوات و258 أيام |
| إيطاليا                 | إيما مورانو                                                   | أنثى  | 29 نوفمبر 1899 | 15 أبريل 2017  | 117 سنوات و137 أيام |
| إيطاليا                 | أنطونيو تود                                                   | ذكر   | 22 يناير 1889  | 3 يناير 2002   | 112 سنوات و346 أيام |
| جامايكا                 | فايولت براون                                                  | أنثى  | 10 مارس 1900   | 15 سبتمبر 2017 | 117 سنوات و189 أيام |
| جامايكا                 | ألكسندر جرانت (توفي في الولايات المتحدة)                      | ذكر   | 10 يونيو 1904  | 28 مارس 2015   | 110 سنوات و291 أيام |
| جامايكا                 | أوتون سامويلز                                                 | ذكر   | 12 يونيو 1914  | على قيد الحياة | 110 سنوات و349 أيام |
| اليابان                 | كين تاناكا                                                    | أنثى  | 2 يناير 1903   | 19 أبريل 2022  | 119 سنوات و107 أيام |
| اليابان                 | جيرويمون كيمورا                                               | ذكر   | 19 أبريل 1897  | 12 يونيو 2013  | 116 سنوات و54 أيام  |
| كوسوفو                  | فكرية لوكي (توفيت في مقدونيا الشمالية)                        | أنثى  | 10 يناير 1914  | 13 سبتمبر 2024 | 110 سنوات و247 أيام |
| لاتفيا                  | راشيل فيسلبيرج (توفيت في المملكة المتحدة)                     | أنثى  | 23 يونيو 1883  | 6 يونيو 1996   | 112 سنوات و349 أيام |
| لاتفيا                  | كسينيا ميتوشوفا                                               | أنثى  | 10 فبراير 1899 | 6 يناير 2012   | 112 سنوات و330 أيام |
| لبنان                   | أدما تورا (توفيت في فرنسا)                                    | أنثى  | 25 ديسمبر 1906 | 3 سبتمبر 2018  | 111 سنوات و252 أيام |
| ليتوانيا                | جوزيه موريسيانيه                                              | أنثى  | 16 يونيو 1909  | 30 أبريل 2021  | 111 سنوات و318 أيام |
| لوكسمبورغ               | جيرمين ليتوينسكي-كوفمان                                       | أنثى  | 4 مارس 1908    | 17 يناير 2019  | 110 سنوات و319 أيام |
| لوكسمبورغ               | جين لي                                                        | ذكر   | 10 فبراير 1903 | 20 فبراير 2013 | 110 سنوات و10 أيام  |
| ماليزيا                 | أنامة أبوكوتي (ولدت في الهند)                                 | أنثى  | 31 مارس 1911   | 1 يونيو 2022   | 111 سنوات و62 أيام  |
| جزر المالديف            | علي حسين                                                      | ذكر   | 14 يونيو 1913  | 5 أغسطس 2023   | 110 سنوات و52 أيام  |
| مالطا                   | ماريا فاروجيا                                                 | أنثى  | 7 مارس 1912    | 23 ديسمبر 2024 | 112 سنوات و291 أيام |
| موريشيوس                | سوزان جاكيت (توفيت في فرنسا)                                  | أنثى  | 22 أبريل 1912  | 10 نوفمبر 2023 | 111 سنوات و202 أيام |
| موريشيوس                | إيرلاند ريتشارد                                               | أنثى  | 14 يونيو 1914  | 6 أغسطس 2024   | 110 سنوات و53 أيام  |
| المكسيك                 | دومينجا فيلاسكو (توفيت في الولايات المتحدة)                   | أنثى  | 12 مايو 1901   | 11 أكتوبر 2015 | 114 سنوات و152 أيام |
| المكسيك                 | صوفيا ميندوزا فالنسيا                                         | أنثى  | 27 مارس 1907   | 21 أغسطس 2021  | 114 سنوات و147 أيام |
| المكسيك                 | ماورو أمبريز تابيا                                            | ذكر   | 21 نوفمبر 1897 | 18 أبريل 2011  | 113 سنوات و148 أيام |
| مولدوفا                 | جولدي شتاينبرغ (توفيت في الولايات المتحدة)                    | أنثى  | 30 أكتوبر 1900 | 16 أغسطس 2015  | 114 سنوات و290 أيام |
| الجبل الأسود            | زينيبي بيرانيتش (توفيت في ألبانيا)                            | أنثى  | 10 مايو 1910   | 5 يوليو 2021   | 111 سنوات و56 أيام  |
| الجبل الأسود            | يوفان يوفانوفيتش (توفي في البوسنة والهرسك)                    | ذكر   | 16 سبتمبر 1906 | 1 أكتوبر 2016  | 110 سنوات و15 أيام  |
| المغرب                  | كونسويلو مورينو لوبيز (توفيت في الولايات المتحدة)             | أنثى  | 5 فبراير 1893  | 13 نوفمبر 2004 | 111 سنوات و282 أيام |
| موزمبيق                 | برانكا بينتو دي كارفاليو (توفيت في البرتغال)                  | أنثى  | 27 مارس 1914   | 30 مارس 2024   | 110 سنوات و3 أيام   |
| هولندا                  | هندريكي فان أندل-شيبر                                         | أنثى  | 29 يونيو 1890  | 30 أغسطس 2005  | 115 سنوات و62 أيام  |
| هولندا                  | جان ماشيل ريسكينز (ولد في بلجيكا)                             | ذكر   | 11 مايو 1878   | 7 يناير 1990   | 111 سنوات و241 أيام |
| هولندا                  | يان بيتر بوس                                                  | ذكر   | 12 يوليو 1891  | 15 ديسمبر 2002 | 111 سنوات و156 أيام |
| نيوزيلندا               | فلورنسا فينش (ولدت في المملكة المتحدة)                        | أنثى  | 22 ديسمبر 1893 | 10 أبريل 2007  | 113 سنوات و109 أيام |
| نيوزيلندا               | رانجينوي باريواهاواها ليونارد                                 | أنثى  | 23 سبتمبر 1872 | 29 ديسمبر 1984 | 112 سنوات و97 أيام  |
| نيكاراغوا               | مرسيدس برينس إسترادا                                          | أنثى  | 15 أغسطس 1910  | 5 يوليو 2024   | 113 سنوات و325 أيام |
| مقدونيا                 | إليزابيث كيموف (توفيت في كندا)                                | أنثى  | 20 نوفمبر 1904 | 15 أكتوبر 2015 | 110 سنوات و329 أيام |
| مقدونيا                 | فكرية لوكي (ولدت في كوسوفو)                                   | أنثى  | 10 يناير 1914  | 13 سبتمبر 2024 | 110 سنوات و247 أيام |
| مقدونيا                 | رامز سلماني                                                   | ذكر   | 10 أكتوبر 1914 | 2 يوليو 2023   | 108 سنوات و265 أيام |
| النرويج                 | مارين بوليت تورب                                              | أنثى  | 21 ديسمبر 1876 | 20 فبراير 1989 | 112 سنوات و61 أيام  |
| النرويج                 | هيرمان سميث-جوهانسن                                           | ذكر   | 15 يونيو 1875  | 5 يناير 1987   | 111 سنوات و204 أيام |
| بنما                    | سيرافينا هيريرا دي سوغاستي                                    | أنثى  | 21 مايو 1901   | 4 أغسطس 2015   | 114 سنوات و75 أيام  |
| بنما                    | ماكاريو باريا كاردينا                                         | ذكر   | 10 مارس 1913   | 10 ديسمبر 2024 | 111 سنوات و275 أيام |
| باراغواي                | كاسيلدا بينيجاس جاليجو (توفيت في الأرجنتين)                   | أنثى  | 8 أبريل 1907   | 28 يونيو 2022  | 115 سنوات و81 أيام  |
| باراغواي                | سيلفيريو بيريرا أيالا                                         | ذكر   | 11 يونيو 1906  | 30 مايو 2018   | 111 سنوات و353 أيام |
| باراغواي                | بريجيدا رويز دي كويفاس                                        | أنثى  | 8 أكتوبر 1907  | 1 أكتوبر 2018  | 110 سنوات و358 أيام |
| بيرو                    | هوراسيو سيلي ميندوزا                                          | ذكر   | 3 يناير 1897   | 25 سبتمبر 2011 | 114 سنوات و265 أيام |
| بيرو                    | س. ر. ج.                                                      | أنثى  | 22 مايو 1909   | 21 يوليو 2020  | 111 سنوات و60 أيام  |
| الفلبين                 | كاريداد بابا (تعيش في الولايات المتحدة)                       | أنثى  | 14 أغسطس 1913  | على قيد الحياة | 111 سنوات و286 أيام |
| الفلبين                 | فلافيانو جوبان                                                | ذكر   | 22 ديسمبر 1909 | 13 فبراير 2020 | 110 سنوات و53 أيام  |
| بولندا                  | تكلا جونيويكز (ولدت في أوكرانيا)                              | أنثى  | 10 يونيو 1906  | 19 أغسطس 2022  | 116 سنوات و70 أيام  |
| بولندا                  | يسرائيل كريستال (توفي في إسرائيل)                             | ذكر   | 15 سبتمبر 1903 | 11 أغسطس 2017  | 113 سنوات و330 أيام |
| البرتغال                | ماريا دي جيسوس                                                | أنثى  | 10 سبتمبر 1893 | 2 يناير 2009   | 115 سنوات و114 أيام |
| البرتغال                | أوغوستو موريرا دي أوليفيرا                                    | ذكر   | 6 أكتوبر 1896  | 13 فبراير 2009 | 112 سنوات و130 أيام |
| رومانيا                 | إستفاني فيجيس (توفيت في المجر)                                | أنثى  | 15 فبراير 1911 | 17 ديسمبر 2022 | 111 سنوات و305 أيام |
| رومانيا                 | دوميترو كومانيسكو                                             | ذكر   | 21 نوفمبر 1908 | 27 يونيو 2020  | 111 سنوات و219 أيام |
| رومانيا                 | ماريا تيودور                                                  | أنثى  | 21 سبتمبر 1905 | 22 مارس 2016   | 110 سنوات و183 أيام |
| روسيا                   | كلافديا جاديوشكينا                                            | أنثى  | 5 ديسمبر 1910  | على قيد الحياة | 114 سنوات و173 أيام |
| روسيا                   | هربرت إنجل (توفي في الولايات المتحدة)                         | ذكر   | 18 فبراير 1907 | 17 فبراير 2018 | 110 سنوات و364 أيام |
| روسيا                   | فاسيلي زيكوف                                                  | ذكر   | 24 يوليو 1884  | 12 سبتمبر 1994 | 110 سنوات و50 أيام  |
| سانت كيتس ونيفيس        | ماري لويزا بنيامين (توفيت في أروبا)                           | أنثى  | 14 يوليو 1910  | 1 نوفمبر 2021  | 111 سنوات و110 أيام |
| سانت لوسيا              | بيرناديت تومسون                                               | أنثى  | 24 مارس 1911   | 15 فبراير 2023 | 111 سنوات و328 أيام |
| سانت فينسنت والغرينادين | أونا كيد (توفيت في كندا)                                      | أنثى  | 26 سبتمبر 1910 | 8 ديسمبر 2020  | 110 سنوات و73 أيام  |
| ساو تومي وبرينسيب       | ماريا هيلينا أغويار (يعيش في البرتغال)                        | أنثى  | 2 نوفمبر 1913  | على قيد الحياة | 111 سنوات و206 أيام |
| صربيا                   | جيليسافيتا فيلكوفيتش (ولدت في كرواتيا)                        | أنثى  | 18 يوليو 1904  | 20 أكتوبر 2016 | 112 سنوات و94 أيام  |
| صربيا                   | يوفو لاتينوفيتش (ولد في البوسنة والهرسك)                      | ذكر   | 19 أغسطس 1901  | 15 أبريل 2011  | 109 سنوات و239 أيام |
| سيشل                    | نانسي ماري                                                    | أنثى  | 26 يناير 1909  | 11 مايو 2021   | 112 سنوات و105 أيام |
| سنغافورة                | تيريزا هسو (ولدت في الصين)                                    | أنثى  | 7 يوليو 1898   | 7 ديسمبر 2011  | 113 سنوات و153 أيام |
| سلوفاكيا                | ماريا براندس (توفيت في ألمانيا)                               | أنثى  | 11 أغسطس 1902  | 6 فبراير 2013  | 110 سنوات و179 أيام |
| سلوفاكيا                | جوزيف سوخار                                                   | ذكر   | 16 فبراير 1857 | 11 أغسطس 1967  | 110 سنوات و176 أيام |
| سلوفاكيا                | ماريا تشيريموغوفا                                             | أنثى  | 11 سبتمبر 1909 | 5 ديسمبر 2018  | 109 سنوات و85 أيام  |
| سلوفينيا                | جوليانا زاكراجسيك                                             | أنثى  | 28 أكتوبر 1912 | 22 يوليو 2024  | 111 سنوات و268 أيام |
| سلوفينيا                | نيكو دراجوس                                                   | ذكر   | 27 أغسطس 1907  | 31 مارس 2018   | 110 سنوات و216 أيام |
| جنوب إفريقيا            | روزالي وولب                                                   | أنثى  | 25 أغسطس 1909  | 30 ديسمبر 2021 | 112 سنوات و127 أيام |
| إسبانيا                 | ماريا برانياس (ولدت في الولايات المتحدة)                      | أنثى  | 4 مارس 1907    | 19 أغسطس 2024  | 117 سنوات و168 أيام |
| إسبانيا                 | آنا ماريا فيلا روبيو                                          | أنثى  | 29 أكتوبر 1901 | 15 ديسمبر 2017 | 116 سنوات و47 أيام  |
| إسبانيا                 | جوان ريودافيتس                                                | ذكر   | 15 ديسمبر 1889 | 5 مارس 2004    | 114 سنوات و81 أيام  |
| السويد                  | أستريد زاكريسون                                               | أنثى  | 15 مايو 1895   | 15 مايو 2008   | 113 سنوات و0 أيام   |
| السويد                  | كارل ماتسون                                                   | ذكر   | 7 مارس 1908    | 24 يوليو 2019  | 111 سنوات و139 أيام |
| سويسرا                  | روزا راين (ولدت في ألمانيا)                                   | أنثى  | 24 مارس 1897   | 14 فبراير 2010 | 112 سنوات و327 أيام |
| سويسرا                  | أليس شوفلبرجر                                                 | أنثى  | 11 يناير 1908  | 16 نوفمبر 2020 | 112 سنوات و310 أيام |
| سويسرا                  | رودولف بوكسل (ولد في أوكرانيا وتوفي في الولايات المتحدة)      | ذكر   | 5 سبتمبر 1908  | 26 فبراير 2019 | 110 سنوات و174 أيام |
| سويسرا                  | بيير جريميون                                                  | ذكر   | 5 مارس 1902    | 13 فبراير 2012 | 109 سنوات و345 أيام |
| سوريا                   | مارثا حلاق (توفيت في فرنسا)                                   | أنثى  | 20 يوليو 1913  | 15 نوفمبر 2023 | 110 سنوات و118 أيام |
| تايوان                  | لين تشاو تشي                                                  | أنثى  | 17 يناير 1900  | 11 ديسمبر 2013 | 113 سنوات و328 أيام |
| تايوان                  | هوانغ دي تشنغ                                                 | ذكر   | 14 نوفمبر 1913 | 20 نوفمبر 2023 | 110 سنوات و6 أيام   |
| طاجيكستان               | رشيد كريموف                                                   | ذكر   | 9 مايو 1912    | على قيد الحياة | 113 سنوات و18 أيام  |
| طاجيكستان               | فوتيما سليموفا                                                | أنثى  | 20 يناير 1913  | على قيد الحياة | 112 سنوات و127 أيام |
| ترينيداد وتوباغو        | فيفيان ريس                                                    | أنثى  | 8 ديسمبر 1906  | 21 أبريل 2018  | 111 سنوات و134 أيام |
| ترينيداد وتوباغو        | إلبرت بليدز                                                   | ذكر   | 7 أبريل 1902   | 16 نوفمبر 2012 | 110 سنوات و223 أيام |
| تونس                    | هيلين مالفوسون (تعيش في فرنسا)                                | أنثى  | 29 يونيو 1914  | على قيد الحياة | 110 سنوات و332 أيام |
| تركيا                   | لوسي ميريجيان (توفيت في الولايات المتحدة)                     | أنثى  | 15 أغسطس 1906  | 12 فبراير 2021 | 114 سنوات و181 أيام |
| تركيا                   | فرانك سايمز (توفي في المملكة المتحدة)                         | ذكر   | 10 يوليو 1905  | 18 سبتمبر 2016 | 111 سنوات و70 أيام  |
| تركيا                   | معز علمية جيغ                                                 | أنثى  | 20 يونيو 1914  | 17 نوفمبر 2024 | 110 سنوات و150 أيام |
| تركيا                   | يعقوب ستار (ولد في أوكرانيا)                                  | ذكر   | 11 مارس 1898   | 2 أبريل 2008   | 110 سنوات و22 أيام  |
| أوكرانيا                | تكلا جونيويكز (توفيت في بولندا)                               | أنثى  | 10 يونيو 1906  | 19 أغسطس 2022  | 116 سنوات و70 أيام  |
| أوكرانيا                | ميخائيل كريتشيفسكي                                            | ذكر   | 25 فبراير 1897 | 26 ديسمبر 2008 | 111 سنوات و305 أيام |
| أوكرانيا                | يفجينيا تيبينشوك                                              | أنثى  | 28 يناير 1902  | 9 أغسطس 2013   | 111 سنوات و193 أيام |
| المملكة المتحدة         | إثيل كاترهام                                                  | أنثى  | 21 أغسطس 1909  | على قيد الحياة | 115 سنوات و279 أيام |
| المملكة المتحدة         | هنري ألينجهام                                                 | ذكر   | 6 يونيو 1896   | 18 يوليو 2009  | 113 سنوات و42 أيام  |
| الولايات المتحدة        | سارة كنوس                                                     | أنثى  | 24 سبتمبر 1880 | 30 ديسمبر 1999 | 119 سنوات و97 أيام  |
| الولايات المتحدة        | كريستيان مورتنسن (ولد في الدنمارك)                            | ذكر   | 16 أغسطس 1882  | 25 أبريل 1998  | 115 سنوات و252 أيام |
| الولايات المتحدة        | والتر بروينينج                                                | ذكر   | 21 سبتمبر 1896 | 14 أبريل 2011  | 114 سنوات و205 أيام |
| الأوروغواي              | جاسينتا سيلفا                                                 | أنثى  | 15 مايو 1904   | 29 يوليو 2016  | 112 سنوات و75 أيام  |
| الأوروغواي              | فيليكس أورتيز جالبان                                          | ذكر   | 20 نوفمبر 1911 | 18 مارس 2022   | 110 سنوات و118 أيام |
| فنزويلا                 | خوان فيسنتي بيريز                                             | ذكر   | 27 مايو 1909   | 2 أبريل 2024   | 114 سنوات و311 أيام |
| فنزويلا                 | إيزابيل ألفارادو لوبيز                                        | أنثى  | 9 أغسطس 1911   | 12 ديسمبر 2023 | 112 سنوات و125 أيام |

### حاملي الأرقام القياسية في المناطق الإقليمية والخارجية
فيما يلي قائمة بأكبر الأشخاص سنًا في أراضي بلدان مختارة. يتم عرض الإدخالات للأشخاص الأحياء بواسطة   على قيد الحياة.
| البلد            | الإقليم                | البلد                                             | الجنس | تاريخ الميلاد  | تاريخ الوفاة   | العمر               |
| ---------------- | ---------------------- | ------------------------------------------------- | ----- | -------------- | -------------- | ------------------- |
| الصين            | هونغ كونغ              | نيكولاس كاو سي تسيين (ولد في الصين)               | ذكر   | 15 يناير 1897  | 11 ديسمبر 2007 | 110 سنوات و330 أيام |
| الدنمارك         | جزر فارو               | ثيودور توماسن                                     | ذكر   | 28 أكتوبر 1908 | 9 مارس 2016    | 107 سنوات و133 أيام |
| الدنمارك         | جزر فارو               | كالا جنسن                                         | أنثى  | 3 سبتمبر 1915  | 1 فبراير 2022  | 106 سنوات و151 أيام |
| الدنمارك         | جرينلاند               | أغنيث فينكر                                       | أنثى  | 24 أكتوبر 1910 | 7 أبريل 2013   | 102 سنوات و165 أيام |
| الدنمارك         | جرينلاند               | انطون جيزلر                                       | ذكر   | 21 فبراير 1919 | 28 فبراير 2021 | 102 سنوات و7 أيام   |
| فنلندا           | جزر أولاند             | آنا هاجمان                                        | أنثى  | 27 ديسمبر 1895 | 18 أبريل 2006  | 110 سنوات و112 أيام |
| فرنسا            | غويانا الفرنسية        | يودوكسي بابول                                     | أنثى  | 1 أكتوبر 1901  | 1 يوليو 2016   | 114 سنوات و274 أيام |
| فرنسا            | غوادلوب                | لوسي ماسيد (توفيت في مارتينيك)                    | أنثى  | 2 مايو 1886    | 25 فبراير 2000 | 113 سنوات و299 أيام |
| فرنسا            | غوادلوب                | إيميليان بيكارمين                                 | أنثى  | 4 يونيو 1911   | على قيد الحياة | 113 سنوات و357 أيام |
| فرنسا            | غوادلوب                | جوليان إميل أرسين                                 | ذكر   | 18 مايو 1911   | 12 يونيو 2021  | 110 سنوات و25 أيام  |
| فرنسا            | مارتينيك               | لوس ماسيد (ولدت في جوادلوب)                       | أنثى  | 2 مايو 1886    | 25 فبراير 2000 | 113 سنوات و299 أيام |
| فرنسا            | مارتينيك               | جولي مونتابورد                                    | أنثى  | 17 أبريل 1906  | 18 يوليو 2019  | 113 سنوات و92 أيام  |
| فرنسا            | مارتينيك               | جول ثيوبالد                                       | ذكر   | 17 أبريل 1909  | 5 أكتوبر 2021  | 112 سنوات و171 أيام |
| فرنسا            | كاليدونيا الجديدة      | ماري لويز لولييه                                  | أنثى  | 26 يونيو 1895  | 28 ديسمبر 2007 | 112 سنوات و185 أيام |
| فرنسا            | لا ريونيون             | ماري إيزابيل دياز (ولدت في الجزائر)               | أنثى  | 22 فبراير 1898 | 29 أكتوبر 2011 | 113 سنوات و249 أيام |
| فرنسا            | لا ريونيون             | جوليا سينيديا كازور                               | أنثى  | 12 يوليو 1892  | 6 أكتوبر 2005  | 113 سنوات و86 أيام  |
| فرنسا            | لا ريونيون             | جان كليمنتس أمانو                                 | ذكر   | 7 أكتوبر 1908  | 15 يونيو 2019  | 110 سنوات و251 أيام |
| فرنسا            | سان بارتيلمي           | أوجيني بلانشارد                                   | أنثى  | 16 فبراير 1896 | 4 نوفمبر 2010  | 114 سنوات و261 أيام |
| هولندا           | أروبا                  | ماري لويزا بنيامين (ولدت في سانت كيتس ونيفيس)     | أنثى  | 14 يوليو 1910  | 1 نوفمبر 2021  | 111 سنوات و110 أيام |
| هولندا           | بونير                  | منى بورييه                                        | أنثى  | 15 مارس 1913   | 24 أبريل 2019  | 106 سنوات و40 أيام  |
| هولندا           | بونير                  | ريكاردو برناردو ستاتي (توفي في أروبا)             | ذكر   | 3 أبريل 1914   | 30 مايو 2019   | 105 سنوات و57 أيام  |
| هولندا           | كوراساو                | آنا هيلين نويل (توفيت في فنزويلا)                 | أنثى  | 22 فبراير 1910 | 4 سبتمبر 2020  | 110 سنوات و195 أيام |
| هولندا           | كوراساو                | ماريا سامسون لير (ولدت في أروبا)                  | أنثى  | 1 فبراير 1906  | 22 ديسمبر 2015 | 109 سنوات و324 أيام |
| هولندا           | كوراساو                | لونا كلينموديج                                    | أنثى  | 19 أكتوبر 1907 | 7 مارس 2017    | 109 سنوات و139 أيام |
| هولندا           | كوراساو                | أورسيليو بابلو بينيدو                             | ذكر   | 7 يوليو 1913   | 12 يناير 2020  | 106 سنوات و189 أيام |
| البرتغال         | الأزور                 | جوليا روز (توفيت في الولايات المتحدة)             | أنثى  | 27 يناير 1902  | 21 سبتمبر 2012 | 110 سنوات و238 أيام |
| البرتغال         | ماديرا                 | خوسيه مارتينز                                     | ذكر   | 7 مارس 1912    | 14 مايو 2022   | 110 سنوات و68 أيام  |
| إسبانيا          | جزر الكناري            | روزالبا كاسترو بيلو                               | أنثى  | 15 فبراير 1907 | 17 يوليو 2017  | 110 سنوات و152 أيام |
| المملكة المتحدة  | أنغويلا                | إلما ميلي جامبس (توفيت في جزر العذراء الأمريكية)  | أنثى  | 29 يونيو 1905  | 18 نوفمبر 2012 | 107 سنوات و142 أيام |
| المملكة المتحدة  | جزر العذراء البريطانية | إليزا تورنبول                                     | أنثى  | 6 أكتوبر 1900  | 17 أكتوبر 2010 | 110 سنوات و11 أيام  |
| المملكة المتحدة  | غيرنزي                 | مارغريت آن نيف                                    | أنثى  | 18 مايو 1792   | 4 أبريل 1903   | 110 سنوات و321 أيام |
| المملكة المتحدة  | جيرزي                  | بيريل آدا لو جروس                                 | أنثى  | 30 أغسطس 1910  | 31 يناير 2019  | 108 سنوات و154 أيام |
| المملكة المتحدة  | مونتسرات               | إيزلي بوب                                         | ذكر   | 23 يونيو 1893  | 7 يوليو 2003   | 110 سنوات و14 أيام  |
| الولايات المتحدة | بورتوريكو              | إيميليانو ميركادو ديل تورو                        | ذكر   | 21 أغسطس 1891  | 24 يناير 2007  | 115 سنوات و156 أيام |
| الولايات المتحدة | بورتوريكو              | أنطونيا جيرينا ريفيرا (توفيت في الولايات المتحدة) | أنثى  | 19 مايو 1900   | 2 يونيو 2015   | 115 سنوات و14 أيام  |
| الولايات المتحدة | بورتوريكو              | رامونا ترينيداد إغليسياس-جوردان                   | أنثى  | 1 سبتمبر 1889  | 29 مايو 2004   | 114 سنوات و271 أيام |
| الولايات المتحدة | جزر العذراء الأمريكية  | أورسولا كريجر                                     | أنثى  | 22 أبريل 1902  | 10 سبتمبر 2015 | 113 سنوات و141 أيام |

## أكبر سكان العالم حسب البلد
هذه قائمة بأكبر الأشخاص سنًا على قيد الحياة حسب البلد، وتسرد أقدم الأشخاص الذين تأكد أنهم على قيد الحياة في العام الماضي، مرتبة حسب البلد. يتم تحديد أولئك الذين ولدوا في بلد ما، ولكنهم انتقلوا لاحقًا إلى بلد آخر.

### الدول المستقلة
| البلد            | البلد                                   | الجنس | تاريخ الميلاد  | العمر اعتبارًا من 27 مايو 2025    |
| ---------------- | --------------------------------------- | ----- | -------------- | -------------------------------- |
| الأرجنتين        | إيزابيل بارليتا                         | أنثى  | 12 سبتمبر 1911 | 113 سنوات و257 أيام              |
| الأرجنتين        | أنطونيو كورزو                           | ذكر   | 2 مارس 1918    | 107 سنوات و86 أيام[بحاجة لمصدر]  |
| أستراليا         | كين ويكس                                | ذكر   | 5 أكتوبر 1913  | 111 سنوات و234 أيام              |
| أستراليا         | لورنا هينستريدج                         | أنثى  | 6 يونيو 1914   | 110 سنوات و355 أيام              |
| النمسا           | مارغريت تروستل                          | أنثى  | 26 فبراير 1911 | 114 سنوات و90 أيام               |
| النمسا           | جوزيف بير                               | ذكر   | 31 يناير 1918  | 107 سنوات و116 أيام[بحاجة لمصدر] |
| البوسنة والهرسك  | مجهول                                   | ذكر   | 31 أكتوبر 1918 | 106 سنوات و208 أيام[بحاجة لمصدر] |
| البرازيل         | إيناه كانابارو لوكاس                    | أنثى  | 8 يونيو 1908   | 116 سنوات و353 أيام              |
| البرازيل         | جواو مارينيو نيتو                       | ذكر   | 5 أكتوبر 1912  | 112 سنوات و234 أيام              |
| كندا             | ألبرت ميدلتون (ولد في المملكة المتحدة)  | ذكر   | 11 مارس 1915   | 110 سنوات و77 أيام[بحاجة لمصدر]  |
| كولومبيا         | خوليو سالدارياجا هيرنانديز              | ذكر   | 3 نوفمبر 1913  | 111 سنوات و205 أيام              |
| كولومبيا         | ديليا ماريا سولانو هيرنانديز            | أنثى  | 13 يناير 1914  | 111 سنوات و134 أيام[بحاجة لمصدر] |
| كوستاريكا        | ماريتا كاماتشو كيروس                    | أنثى  | 10 مارس 1911   | 114 سنوات و78 أيام               |
| كوستاريكا        | برنابي كوردوبا                          | ذكر   | 11 يونيو 1915  | 109 سنوات و350 أيام              |
| الدنمارك         | كيرستن شوالبي                           | أنثى  | 10 مارس 1914   | 111 سنوات و78 أيام               |
| الدنمارك         | كنود جوستاف كريجسجارد                   | ذكر   | 31 يناير 1918  | 107 سنوات و116 أيام[بحاجة لمصدر] |
| إستونيا          | ليزيت أوتي                              | أنثى  | 14 يناير 1918  | 107 سنوات و133 أيام[بحاجة لمصدر] |
| إستونيا          | إردمان بلانك                            | ذكر   | 3 مارس 1918    | 107 سنوات و85 أيام[بحاجة لمصدر]  |
| فنلندا           | أرفي هامالينين                          | ذكر   | 16 يناير 1917  | 108 سنوات و131 أيام[بحاجة لمصدر] |
| فرنسا            | ماري روز تيسييه                         | أنثى  | 21 مايو 1910   | 115 سنوات و6 أيام                |
| فرنسا            | موريس لو كوتور                          | ذكر   | 12 مايو 1914   | 111 سنوات و15 أيام               |
| المجر            | أربادني جوهاسز                          | أنثى  | 14 مايو 1914   | 111 سنوات و13 أيام               |
| المجر            | فيرينك باكو                             | ذكر   | 9 نوفمبر 1917  | 107 سنوات و199 أيام              |
| إيطاليا          | لوسيا لورا سانجينيتو                    | أنثى  | 22 نوفمبر 1910 | 114 سنوات و186 أيام              |
| إيطاليا          | فيتانتونيو لوفالو                       | ذكر   | 28 مارس 1914   | 111 سنوات و60 أيام[بحاجة لمصدر]  |
| جامايكا          | أوتون سامويلز                           | ذكر   | 12 يونيو 1914  | 110 سنوات و349 أيام              |
| جامايكا          | نيريسا غراهام                           | أنثى  | 18 أكتوبر 1914 | 110 سنوات و221 أيام[بحاجة لمصدر] |
| اليابان          | أوكاجي هاياشي                           | أنثى  | 2 سبتمبر 1909  | 115 سنوات و267 أيام              |
| اليابان          | كيوتاكا ميزونو                          | ذكر   | 14 مارس 1914   | 111 سنوات و74 أيام               |
| المكسيك          | يولاليا برافو برافو                     | أنثى  | 12 فبراير 1913 | 112 سنوات و104 أيام              |
| المكسيك          | هيلاريو أوروزكو ليموس                   | ذكر   | 3 نوفمبر 1913  | 111 سنوات و205 أيام              |
| هولندا           | جون هوانغ (ولد في فيتنام)               | ذكر   | 1 فبراير 1914  | 111 سنوات و115 أيام              |
| هولندا           | إليزابيث فيليبينا فان بوفن سمال         | أنثى  | 5 يناير 1915   | 110 سنوات و142 أيام              |
| بولندا           | جادويجا زاك ستيوارت                     | أنثى  | 15 يوليو 1912  | 112 سنوات و316 أيام              |
| بولندا           | فلاديسلاف زاجورسكي                      | ذكر   | 4 أبريل 1917   | 108 سنوات و53 أيام[بحاجة لمصدر]  |
| البرتغال         | ماريا دا كونسيساو بريتو                 | أنثى  | 31 ديسمبر 1912 | 112 سنوات و147 أيام              |
| البرتغال         | يواكيم فاريلا                           | ذكر   | 13 مايو 1915   | 110 سنوات و14 أيام[بحاجة لمصدر]  |
| رومانيا          | إيلي تشوكان                             | ذكر   | 10 يونيو 1913  | 111 سنوات و351 أيام              |
| رومانيا          | نوخا بالاديا                            | أنثى  | 20 يوليو 1915  | 109 سنوات و311 أيام              |
| روسيا            | كلافديا جاديوشكينا                      | أنثى  | 5 ديسمبر 1910  | 114 سنوات و173 أيام              |
| روسيا            | نيكولاي كاربوليف                        | ذكر   | 25 أبريل 1917  | 108 سنوات و32 أيام[بحاجة لمصدر]  |
| سانت كيتس ونيفيس | إليزر جيفيرز                            | أنثى  | 30 نوفمبر 1919 | 105 سنوات و178 أيام[بحاجة لمصدر] |
| سانت كيتس ونيفيس | جورج ديفيد                              | ذكر   | 29 أغسطس 1921  | 103 سنوات و271 أيام[بحاجة لمصدر] |
| صربيا            | ميلكا بوكوفيتش                          | أنثى  | 5 فبراير 1915  | 110 سنوات و111 أيام              |
| صربيا            | زيفوراد ماركوفيتش                       | ذكر   | 9 أكتوبر 1919  | 105 سنوات و230 أيام[بحاجة لمصدر] |
| سلوفينيا         | ماريا زيكس                              | أنثى  | 12 أغسطس 1916  | 108 سنوات و288 أيام              |
| سلوفينيا         | ألكسندر ليستان                          | ذكر   | 14 مايو 1919   | 106 سنوات و13 أيام[بحاجة لمصدر]  |
| إسبانيا          | أنجلينا توريس فالبونا                   | أنثى  | 18 مارس 1913   | 112 سنوات و70 أيام               |
| إسبانيا          | لويس جي كاراسكو مونوز بيريز دي لا إيسلا | ذكر   | 13 فبراير 1914 | 111 سنوات و103 أيام[بحاجة لمصدر] |
| السويد           | آني سيوستروم                            | أنثى  | 19 ديسمبر 1914 | 110 سنوات و159 أيام              |
| سويسرا           | آنا فورير                               | أنثى  | 23 يونيو 1913  | 111 سنوات و338 أيام              |
| سويسرا           | ألبرت هونيجر                            | ذكر   | 12 يناير 1918  | 107 سنوات و135 أيام[بحاجة لمصدر] |
| طاجيكستان        | رشيد كريموف                             | ذكر   | 9 مايو 1912    | 113 سنوات و18 أيام               |
| طاجيكستان        | فوتيما سليموفا                          | أنثى  | 20 يناير 1913  | 112 سنوات و127 أيام              |
| المملكة المتحدة  | إثيل كاترهام                            | أنثى  | 21 أغسطس 1909  | 115 سنوات و279 أيام              |
| المملكة المتحدة  | دونالد روز                              | ذكر   | 24 ديسمبر 1914 | 110 سنوات و154 أيام              |
| الولايات المتحدة | ناعومي وايتهايد                         | أنثى  | 26 سبتمبر 1910 | 114 سنوات و243 أيام              |

### الأقاليم التابعة
| البلد            | الإقليم   | البلد                   | الجنس | تاريخ الميلاد  | العمر اعتبارًا من 27 مايو 2025 |
| ---------------- | --------- | ----------------------- | ----- | -------------- | ----------------------------- |
| فرنسا            | غوادلوب   | إيميليان بيكارمين       | أنثى  | 4 يونيو 1911   | 113 سنوات و357 أيام           |
| فرنسا            | غوادلوب   | سيدني سان مارك          | ذكر   | 22 أكتوبر 1916 | 108 سنوات و217 أيام           |
| فرنسا            | مارتينيك  | ماري دومينيك زاديك      | أنثى  | 14 أغسطس 1913  | 111 سنوات و286 أيام           |
| الولايات المتحدة | بورتوريكو | آنا هيلفيتيا باروس شيرا | أنثى  | 9 أبريل 1914   | 111 سنوات و48 أيام            |

## الملاحظات
1. 1 2  مواليد بيرانيتش في بودغوريتسا، والتي كانت آنذاك جزءًا من مملكة الجبل الأسود؛ وهي الآن عاصمة الجبل الأسود.
2. 1 2 3  مواليد مستعمرة الجزائر الفرنسية، وهي الآن دولة مستقلة.
3. ↑  وُلِدت كارميلينو في أنغولا، التي كانت في ذلك الوقت مستعمرة برتغالية.
4. ↑  وُلِد كارلوس في جزء من مستعمرة جزر ليوارد البريطانية، والتي هي الآن دولة أنتيغوا وبربودا المستقلة.
5. 1 2  وُلِدت ميريجيان في أرضروم في ولاية أرضروم، والتي كانت جزءًا من أرمينيا الغربية في الإمبراطورية العثمانية.
6. ↑  وُلِد كوك في المستعمرة البريطانية السابقة فيكتوريا، والتي أصبحت الآن جزءًا من أستراليا.
7. 1 2 3 4  وُلِدت بومبي وفيتوريس في جزء من النمسا والمجر الذي يُعرف الآن بالنمسا.
8. ↑  كانت جزر البهاما في ذلك الوقت جزءًا من جزر الهند الغربية البريطانية؛ وهي الآن دولة مستقلة.
9. 1 2 3  كانت بربادوس في وقت ولادتهم جزءًا من جزر الهند الغربية البريطانية، وهي الآن دولة مستقلة.
10. 1 2 3 4  مواليد كونغرس بولندا، جزء من الإمبراطورية الروسية، والتي هي اليوم بولندا.
11. ↑  كان ماركوس من مواطني لوخوفايتسي، والتي كانت آنذاك جزءًا من الإمبراطورية الروسية؛ وهي تقع الآن في بيلاروسيا.
12. 1 2  عاش ريسكينز (منذ عام 1897) وتوفي في هولندا، لكنه احتفظ بجنسيته البلجيكية.
13. 1 2 3  ولدت في البوسنة والهرسك، التي كانت في ذلك الوقت تحت حكم النمسا والمجر؛ وهي الآن دولة مستقلة.
14. 1 2  وُلِد يوفانوفيتش في إمارة الجبل الأسود؛ وهي الآن الجبل الأسود.
15. ↑  وُلِد دارماوارا في كمبوديا، التي كانت في وقت ولادته جزءًا من الهند الصينية الفرنسية؛ وهي الآن دولة مستقلة.
16. ↑  ولدت دومينغيز في الرأس الأخضر، والتي كانت مستعمرة برتغالية في وقت ولادتها، وهي الآن دولة مستقلة.
17. 1 2 3  وُلِدت في عهد أسرة تشينغ الإمبراطورية الصينية، والتي تقع الآن في جمهورية الصين الشعبية.
18. ↑  وُلِد شي في جزء من الصين الإمبراطورية أثناء ثورة شينهاي والذي يقع الآن ضمن جمهورية الصين الشعبية.
19. ↑  وُلِد هان في مقاطعة خنان، التي كانت آنذاك جزءًا من سلالة تشينغ الإمبراطورية الصينية، والتي تعد الآن جزءًا من جمهورية الصين الشعبية.
20. 1 2  وُلِدت فيلكوفيتش في رافنا غورا، كرواتيا، والتي كانت آنذاك جزءًا من النمسا والمجر؛ وهي تقع الآن في كرواتيا.
21. ↑  كان فالجالو من مواطني فودوفاجا، والتي كانت آنذاك جزءًا من النمسا والمجر؛ وهي تقع الآن في كرواتيا.
22. ↑  كان كروسل من مواطني مدينة سيلتسي، والتي كانت آنذاك جزءًا من النمسا والمجر؛ وهي تقع الآن في كرواتيا.
23. ↑  وُلِد بيديو في قبرص البريطانية، والتي تُعرف الآن بجمهورية قبرص.
24. ↑  كان سيرنوهورسكي من مواطني بوهيميا، والتي كانت آنذاك جزءًا من النمسا والمجر؛ وهي تقع الآن في جمهورية التشيك.
25. ↑  كانت بيرناتكوفا من مواطني مدينة براغ، التي كانت آنذاك جزءًا من النمسا والمجر؛ وهي الآن عاصمة جمهورية التشيك. توفيت في الجزء التشيكي من تشيكوسلوفاكيا.
26. ↑  وُلدت جوزيف في دومينيكا، والتي كانت في وقت ولادتها جزءًا من مستعمرة جزر ليوارد البريطانية؛ وهي الآن دولة مستقلة.
27. 1 2 3  كانت إستونيا في وقت ولادتهم جزءًا من الإمبراطورية الروسية، وهي الآن دولة مستقلة.
28. ↑  ولد في مستعمرة فيجي؛ وهي الآن دولة مستقلة.
29. 1 2 3  كانت فنلندا وجزرها آنذاك جزءًا مستقلاً من الإمبراطورية الروسية.
30. ↑  كانت قضية كالمنت محل نزاع في دراسة روسية نُشرت عبر الإنترنت في نوفمبر 2018،[53][54] وورقة متابعة نُشرت في يناير 2019،[55] على الرغم من أن باحثين آخرين رفضوا هذه الفرضية على أساس بحث مسبق واسع النطاق في حياة كالمنت.[56]
31. ↑  وُلِدت هولتز في مدينة زارنيكاو، التي كانت آنذاك جزءًا من الإمبراطورية الألمانية؛ وهي الآن مدينة زارنيكوف وتقع في بولندا.
32. ↑  وُلِد كريتشمان في مدينة بريسلاو، التي كانت آنذاك في الإمبراطورية الألمانية، والتي تُعرف الآن باسم فروتسواف في بولندا.
33. ↑  وُلِد جيرنيث في مدينة شتشين، التي كانت آنذاك جزءًا من الإمبراطورية الألمانية. وهي الآن جزء من بولندا.
34. ↑  وُلِدت برويو ديميتريادو في إيكاريا، التي كانت آنذاك في سنجق ساكيز التابع للإمبراطورية العثمانية؛ وهي الآن جزء من اليونان.
35. ↑  وُلِد باندازيس في ميديلي (لسبوس) في الإمبراطورية العثمانية، والتي تعد الآن جزءًا من اليونان.
36. ↑  وُلِدت لويس في غيانا البريطانية، التي كانت آنذاك جزءًا من الإمبراطورية البريطانية، وهي الآن غيانا.
37. ↑  ولدت زيلينسكي في كيففارا، ثم في الإمبراطورية النمساوية المجرية، الآن كوفين في صربيا.
38. 1 2 3 4 5  كانت المجر في ذلك الوقت جزءًا من النمسا والمجر.
39. 1 2 3  كانت آيسلندا جزءًا من الدنمارك في وقت ولادتهم، وهي الآن دولة مستقلة.
40. ↑  كانت دابرو من مواطني داروار، والتي كانت آنذاك جزءًا من الإمبراطورية الهندية البريطانية؛ وهي تقع الآن في كارناتاكا، الهند.
41. ↑  ولدت كونسيساو لوبو في الهند البرتغالية، والتي تعد حاليًا جزءًا من جمهورية الهند.
42. 1 2  وُلِدت سنيفلي وبلانكيت في أيرلندا، التي كانت جزءًا من المملكة المتحدة قبل المعاهدة الأنجلو أيرلندية في عام 1921.
43. 1 2 3 4 5  مواليد جامايكا، والتي كانت آنذاك مستعمرة بريطانية.
44. ↑  وُلِدت لوكي في قرية بيتشيك، بلدية كاتشانيك، التي كانت آنذاك في مملكة صربيا.
45. ↑  وُلِدت فيسلبيرج في ريغا، التي كانت آنذاك جزءًا من الإمبراطورية الروسية. وهي الآن عاصمة لاتفيا.
46. ↑  ولدت ميتوشوفا في لاتفيا، التي كانت آنذاك جزءًا من الإمبراطورية الروسية.
47. ↑  ولدت تورا في لبنان، الذي كان آنذاك جزءًا من الدولة العثمانية.
48. ↑  كانت موريسيانيه من مواطني بجولوكياي في بلدية منطقة سيلوتي، وهي جزء من الإمبراطورية الروسية؛ وهي تقع الآن في ليتوانيا.
49. ↑  وُلِدت أبوكوتي في الهند البريطانية.
50. ↑  وُلِد حسين في المحمية البريطانية لجزر المالديف، وهي الآن دولة مستقلة.
51. ↑  ولدت في مالطا، التي كانت آنذاك مستعمرة بريطانية.
52. 1 2  مواليد موريشيوس، التي كانت في ذلك الوقت مستعمرة تابعة للتاج البريطاني.
53. ↑  وُلِد شتاينبرغ في كيشيناو، والتي كانت آنذاك مدينة في الإمبراطورية الروسية؛ وهي الآن كيشيناو، عاصمة مولدوفا.
54. ↑  وُلِدت مورينو لوبيز في منطقة ذات نفوذ إسباني في سلطنة المغرب.
55. ↑  ولدت بينتو دي كارفاليو في موزمبيق، التي كانت في ذلك الوقت مستعمرة برتغالية.
56. ↑  وُلدت ليونارد في نيوزيلندا، التي كانت في وقت ولادتها مستعمرة بريطانية؛ وهي الآن دولة مستقلة.
57. ↑  وُلِدت كيموف في قرية كوليسينو، التي كانت آنذاك في سالونيك التابعة للإمبراطورية العثمانية؛ وهي الآن كوليسينو في بلدية نوفو سيلو، جنوب شرق مقدونيا الشمالية.
58. ↑  وُلِدت لوكي في قرية بيتشيك، بلدية كاتشانيك، مملكة صربيا؛ وهي الآن كوسوفو الحالية
59. ↑  وُلِد سلماني في الجزء المقدوني من مملكة صربيا السابقة، والتي تُعرف اليوم باسم مقدونيا الشمالية.
60. 1 2  وُلِدت تورب وسميث-جوهانسن في النرويج، التي كانت آنذاك جزءًا من السويد والنرويج؛ وهي الآن دولة مستقلة.
61. ↑  وُلِدت هيريرا دي سوغاستي في بنما، والتي كانت آنذاك جزءًا من كولومبيا.
62. 1 2  وُلِدت في الفلبين، التي كانت آنذاك مستعمرة للولايات المتحدة.
63. 1 2  وُلِدت جونيويكز في كروبسكو، التي كانت آنذاك جزءًا من النمسا والمجر؛ وهي تقع الآن في لفيف، أوكرانيا.
64. 1 2 3 4 5  مواليد في جزء من الإمبراطورية الروسية والذي يقع حاليًا ضمن روسيا.
65. 1 2 3 4  وُلِدت في سانت كيتس ونيفيس، التي كانت في وقت ولادته جزءًا من مستعمرة جزر ليوارد البريطانية، وهي الآن دولة مستقلة.
66. ↑  وُلِدت تومسون في جزء من مستعمرة جزر ويندوارد البريطانية، والتي تُعرف الآن باسم دولة سانت لوسيا المستقلة.
67. ↑  وُلِدت كيد في جزء من مستعمرة جزر ويندوارد البريطانية، التي أصبحت الآن دولة سانت فينسنت وجزر غرينادين المستقلة.
68. ↑  ولد أغيار في ساو تومي وبرينسيب، والتي كانت في ذلك الوقت مستعمرة برتغالية.
69. ↑  ولدت ماري في سيشل، والتي كانت في ذلك الوقت مستعمرة بريطانية، وهي الآن دولة مستقلة.
70. 1 2  ولدت في سلوفاكيا، التي كانت آنذاك جزءًا من النمسا والمجر.
71. ↑  وُلِد سوخار في سلوفاكيا، التي كانت آنذاك جزءًا من النمسا والمجر، وتوفي في الجزء السلوفاكي من تشيكوسلوفاكيا.
72. 1 2 3 4  ولدت في سلوفينيا، والتي كانت آنذاك جزءًا من النمسا والمجر.
73. ↑  مواليد وولب في مستعمرة ترانسفال البريطانية
74. ↑  وُلِد راين في دزيتسكوفيتز، بالقرب من ميسوفيتسه، والتي كانت آنذاك جزءًا من الإمبراطورية الألمانية. وهي الآن في بولندا.
75. ↑  وُلِد بوكسل بالقرب من مدينة أوديسا، التي كانت آنذاك جزءًا من الإمبراطورية الروسية؛ وهي الآن جزء من أوكرانيا. وباعتباره مستعمرًا في مستوطنة سويسرية وقت ولادته، حصل على الجنسية السويسرية.
76. ↑  وُلِدت الحلاق في سوريا، التي كانت في ذلك الوقت جزءاً من الدولة العثمانية.
77. 1 2  وُلِدت لين وهوانغ في جزء من إمبراطورية اليابان الذي تقع الآن ضمن جمهورية الصين (تايوان).
78. 1 2 3 4  وُلِد كريموف وسليموفا في جزء من تركستان الروسية الذي تُعرف حاليًا بطاجيكستان.
79. 1 2  مواليد في جزء من جزر الهند الغربية البريطانية، والتي هي الآن دولة ترينيداد وتوباغو المستقلة.
80. ↑  وُلِدت مالفوسون في تونس، التي كانت في ذلك الوقت محمية فرنسية.
81. ↑  وُلِد سايمز في آيدين، في ولاية آيدين التابعة للإمبراطورية العثمانية، والتي تعد اليوم جزءًا من تركيا.
82. ↑  ولدت علمية جيغ في بورصة، في ولاية هودافينديغار التابعة للإمبراطورية العثمانية، وهي اليوم جزء من تركيا.
83. ↑  وُلِد ستار في شبه جزيرة القرم، التي كانت آنذاك في الإمبراطورية الروسية، وهي اليوم منطقة متنازع عليها، فأوكرانيا تطالب بها وروسيا وتسيطر عليها.
84. ↑  وُلِد كريتشيفسكي في محافظة بولتافا التابعة للإمبراطورية الروسية، وهي الآن جزء من أوكرانيا.
85. ↑  وُلِد تيبينتشوك في محافظة بودوليا التابعة للإمبراطورية الروسية، وهي الآن جزء من أوكرانيا.
86. 1 2  كانت بورتوريكو في ذلك الوقت جزءًا من الإمبراطورية الإسبانية، وهي الآن جزء من الولايات المتحدة.
87. ↑  كانت جزر فيرجن الأمريكية في ذلك الوقت جزر الهند الغربية الدنماركية، وهي مستعمرة دنماركية. وهي الآن جزء من الولايات المتحدة.
88. ↑  وُلِد هامالينين في كاريليا، التي تقع الآن في روسيا.
89. ↑  وُلِد هوانغ في جنوب فيتنام، التي كانت آنذاك جزءًا من الهند الصينية الفرنسية، وهي اليوم جزء من فيتنام.
90. ↑  ولد في الجزء المجري من النمسا والمجر، والآن في رومانيا.
91. ↑  وُلِد باوكوفيتش في قرية بابيتشي، بالقرب من سيساك في النمسا والمجر؛ وهي الآن جزء من كرواتيا.